# Long Tom (rivière)
Pour les articles homonymes, voir Long Tom.
La Long Tom est une rivière de l'Oregon aux États-Unis. Affluent de la Willamette, la Long Tom est longue d'environ 92 kilomètres et draine un bassin d'environ 1 062 km2, entre Eugene et Corvallis.

## Toponymie
Le nom de la rivière s'est formé progressivement au cours du XIXe siècle à partir du nom de la tribu amérindienne Lung-tum-ler. Le nom amérindien de cette tribu de 
langue kalapuyane est [lámpʰtumpif], qui signifie littéralement « donne-lui une fessée ».

## Cours

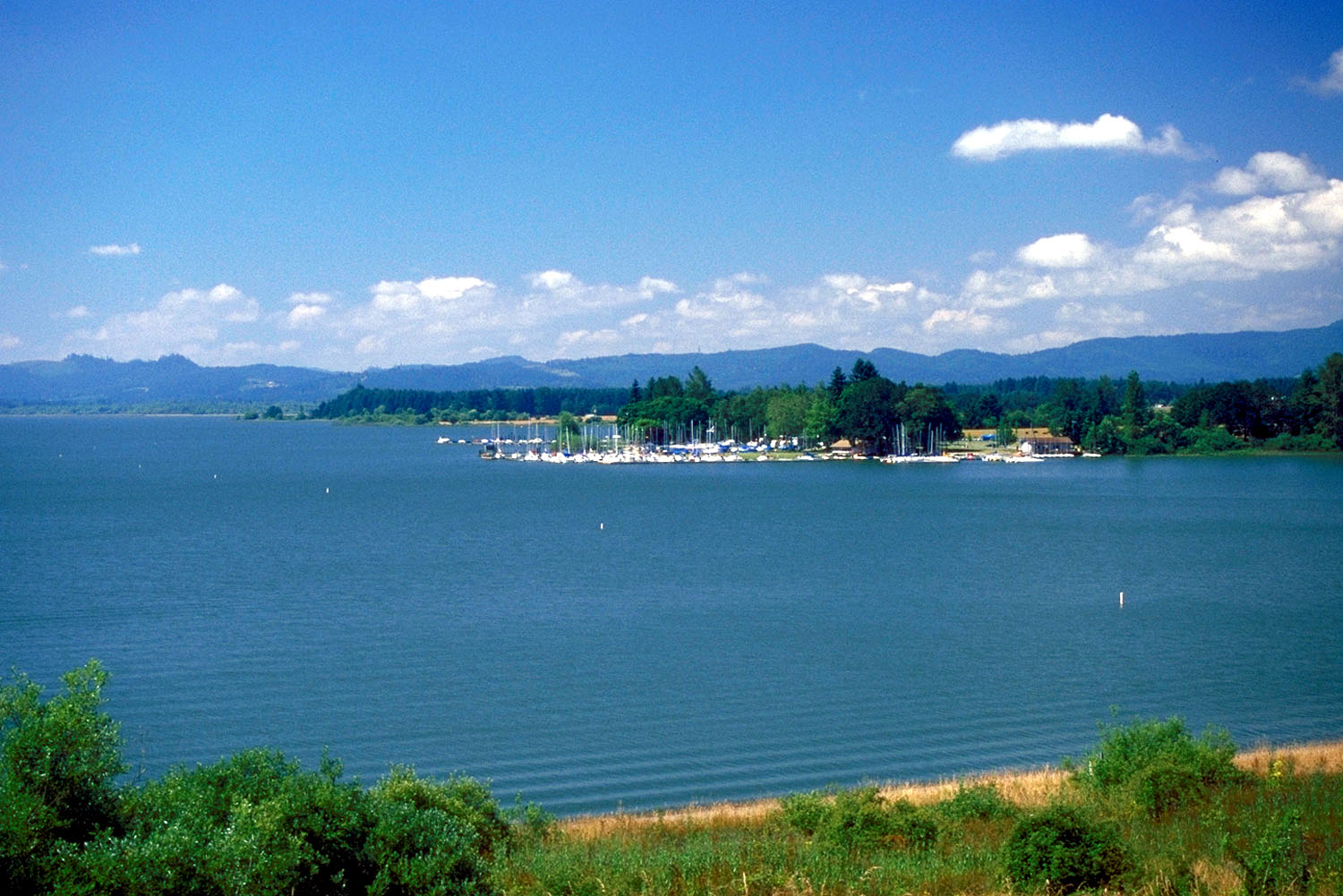
Le réservoir de Fern Ridge.

La rivière prend sa source dans le centre de la chaîne côtière de l'Oregon, dans l'ouest du comté de Lane, à environ 15 kilomètres à l'ouest de Veneta. Elle s'écoule vers l'est, des montagnes vers Veneta, à travers le lac Fern Ridge puis vers le nord dans la vallée de la Willamette parallèlement et à l'ouest de la Willamette. La Long Tom se jette dans la Willamette depuis le sud-ouest à environ 6,5 km à l'ouest de Halsey.
Le réservoir de Fern Ridge a été créé en 1942 par le Corps du génie de l'armée des États-Unis pour contrôler les inondations causées par la Long Tom.
Le bassin versant de la rivière s'étend sur environ 1 060 km2 dont 45 % des forêts, 30 % de zones agricoles et 17 % de zones urbaines ou résidentielles. L'eau de la Long Tom approvisionne 140 000 habitants dont Veneta, l'ouest d'Eugene et des communautés rurales de l'ouest du comté de Lane.